# Tathothripa includens
Tathothripa includens är en fjärilsart som beskrevs av Walker 1862. Tathothripa includens ingår i släktet Tathothripa och familjen trågspinnare. Inga underarter finns listade i Catalogue of Life.